# امامزاده عبدالله (سرخه)
امامزاده عبدالله، روستایی در دهستان امامزاده عبدالله بخش مرکزی شهرستان سرخه در استان سمنان ایران است. این روستا، مرکز دهستان امامزاده عبدالله است.

## جمعیت
بر پایه سرشماری عمومی نفوس و مسکن در سال ۱۳۹۵، جمعیت این روستا برابر با ۱۴۱ نفر (۶۱ خانوار) بوده است.